# Arabis mindshilkensis
Arabis mindshilkensis är en korsblommig växtart som beskrevs av M.S. Bajtenov och Myrz. Arabis mindshilkensis ingår i släktet travar, och familjen korsblommiga växter. Inga underarter finns listade i Catalogue of Life.